# حوضه آبریز رودخانه‌های بلوچستان جنوبی بین سدیج و مرز پاکستان

موقعیت حوضه آبریز رودخانه‌های بلوچستان جنوبی بین سدیج و مرز پاکستان

حوضه آبریز رودخانه‌های بلوچستان جنوبی بین سدیج و مرز پاکستان با نام اختصاری رابچ–باهوکلات یکی از حوضه‌های باز ایران است که در تقسیم‌بندی حوضه‌های آبریز ایران، حوضهٔ فرعی به شمار می‌رود و زیرمجموعهٔ حوضهٔ آبریز خلیج فارس و دریای عمان است. مساحت این حوضه، ۴۸٬۵۵۱ کیلومتر مربع است و رود اصلی آن، باهوکلات است که به دریای عمان منتهی می‌شود.

## جغرافیا
حوضهٔ رابچ–باهوکلات عمدتاً در استان سیستان و بلوچستان قرار دارد و بخش اندکی از آن در استان هرمزگان واقع می‌شود. مهم‌ترین رود این حوضه، رود باهوکلات است که از ارتفاعات شمال سرباز سرچشمه می‌گیرد. شاخه‌های دیگری از جمله کاجو و گرگرو نیز به آن می‌پیوندند و در خلیج گواتر وارد دریای عمان می‌شود. دیگر رود مهم حوضه، رود رابچ است که از دو شاخهٔ اصلی فنوج و دستگرد -که هر دو از ارتفاعات فنوج سرچشمه می‌گیرند- شکل می‌گیرد و در نزدیکی هرگی به دریای عمان می‌ریزد. دیگر رودهای قابل توجه حوضه، شامل رود کهیر بین دو رود رابچ و باهوکلات و رود نهنگ در مرز ایران و پاکستان هستند.

## زیرحوضه‌ها

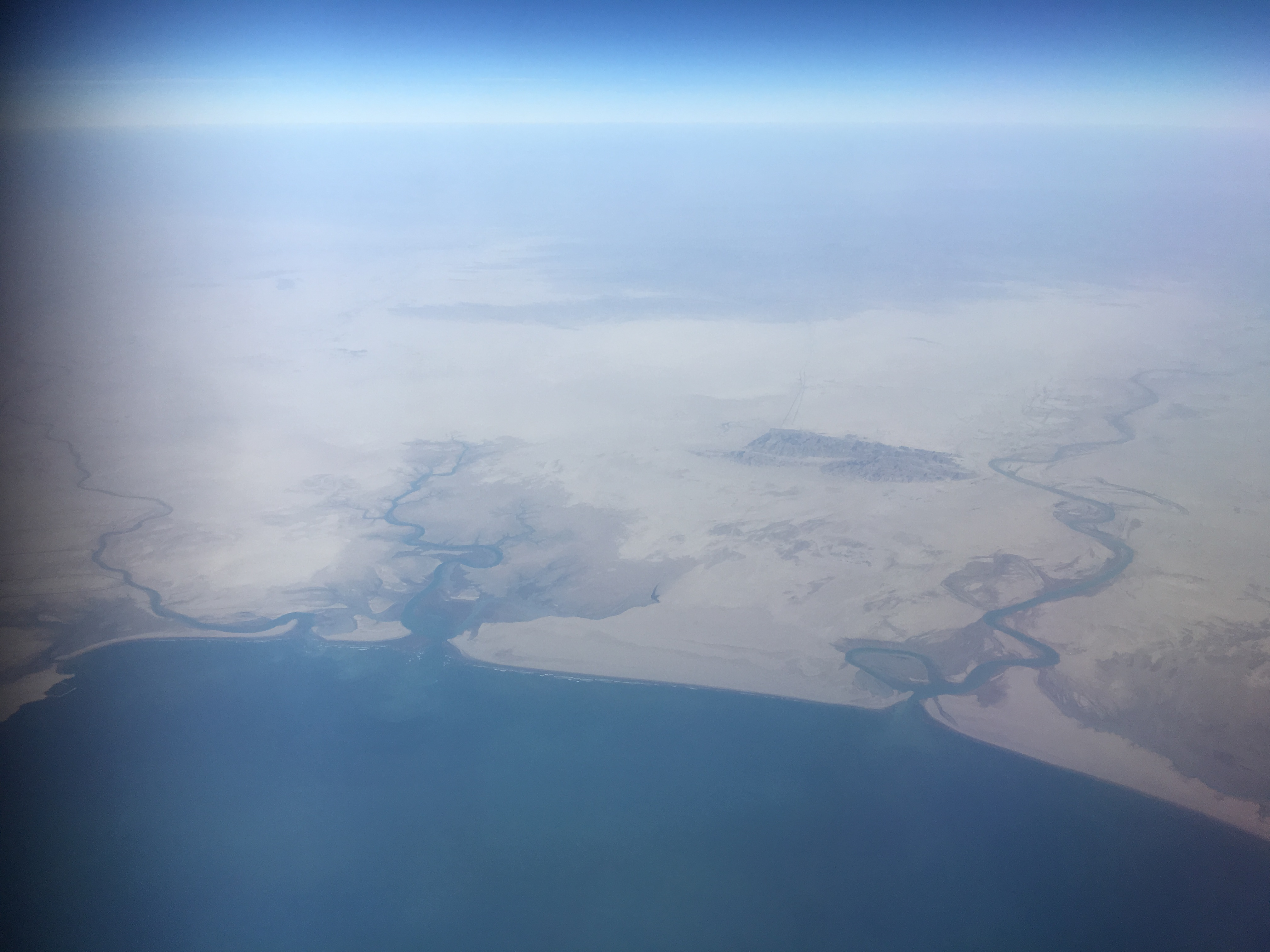
رود باهوکلات در سمت چپ، خط مرزی در کنارهٔ غربی کوه، رود دشت در سمت راست در خاک پاکستان

برپایهٔ دستور العمل تقسیم‌بندی حوضه‌های ایران، حوضهٔ آبریز رابچ–باهوکلات به زیرحوضه‌های زیر تقسیم می‌شود:
| کد  | نام اختصاری زیرحوضه | مساحت کیلومتر مربع | تعداد زیرحوضه‌ها |
| --- | ------------------- | ------------------ | --------------- |
| ۲۹۱ | بیاسک–کاشی          | ۱٬۸۵۳              | ۲               |
| ۲۹۲ | رودخانه رابچ        | ۸٬۴۷۸              | ۴               |
| ۲۹۳ | بندینی–بیر          | ۲٬۱۸۸              | ۲               |
| ۲۹۴ | رودخانه کهیر        | ۴٬۹۵۹              | ۳               |
| ۲۹۵ | سرکان–مچ‌گر          | ۴٬۳۰۷              | ۳               |
| ۲۹۶ | رودخانه باهوکلات    | ۱۹٬۷۷۸             | ۳               |
| ۲۹۷ | نهنگ–گیشتان         | ۶٬۹۸۸              | ۲               |